# 안드레이 리바코우
안드레이 아나톨리예비치 리바코우(벨라루스어: Андрэй Анатолевіч Рыбакоў, 러시아어: Андре́й Анато́льевич Рыбако́в 안드레이 아나톨리예비치 리바코프[*], 1982년 3월 4일~)는 벨라루스의 전직 역도 선수이다.
그는 2004년 하계 올림픽과 2008년 하계 올림픽 남자 85kg에서 은메달을 획득했고, 2008년 올림픽에서 세계 기록을 세웠다.
2006년 4월에 유럽 선수권 대회에서 우승했다. 그는 2006년 세계 역도 선수권 대회 기간에 85kg 부문에서 세계 챔피언으로 선정되었다.
그는 2007년 세계 역도 선수권 대회 85kg 부문에서 다시 한번 금메달을 획득했고 인상 187kg와 함께 세계 기록을 세웠다.